# Haltérophilie aux Jeux olympiques d'été de 2016 - Moins de 58 kg femmes
Navigation
Londres 2012 Tokyo 2020
L'épreuve des moins de 58 kg en haltérophilie des Jeux olympiques d'été de 2016 a lieu le 8 août 2016 au Riocentro de Rio de Janeiro.

## Programme
Heure de Rio (UTC−03:00)
| Date        | Horaire | Épreuve  |
| ----------- | ------- | -------- |
| 8 août 2016 | 12 h 30 | Groupe B |
| 8 août 2016 | 15 h 30 | Groupe A |

## Records
Avant la compétition, les records du monde et olympiques sont les suivants.
| Record du monde  | Arraché     | Boyanka Kostova (AZE) | 112 kg | Houston, États-Unis  | 23 novembre 2015 |
| Record du monde  | Épaulé-jeté | Qiu Hongmei (CHN)     | 141 kg | Tai'an, Chine        | 23 avril 2007    |
| Record du monde  | Total       | Boyanka Kostova (AZE) | 252 kg | Houston, États-Unis  | 23 novembre 2015 |
| Record olympique | Arraché     | Li Xueying (CHN)      | 108 kg | Londres, Royaume-Uni | 30 juillet 2012  |
| Record olympique | Épaulé-jeté | Chen Yanqing (CHN)    | 138 kg | Pékin, Chine         | 11 août 2008     |
| Record olympique | Total       | Li Xueying (CHN)      | 246 kg | Londres, Royaume-Uni | 30 juillet 2012  |

## Résultats
| Rang               | Athlète                  | Groupe | Poids | Arraché (kg) | Arraché (kg) | Arraché (kg) | Arraché (kg) | Épaulé-jeté (kg) | Épaulé-jeté (kg) | Épaulé-jeté (kg) | Épaulé-jeté (kg) | Total |
| Rang               | Athlète                  | Groupe | Poids | 1            | 2            | 3            | Résultat     | 1                | 2                | 3                | Résultat         | Total |
| ------------------ | ------------------------ | ------ | ----- | ------------ | ------------ | ------------ | ------------ | ---------------- | ---------------- | ---------------- | ---------------- | ----- |
| Médaille d'or      | Sukanya Srisurat (THA)   | A      | 56.89 | 105          | 108          | 110          | 110          | 127              | 130              | 132              | 130              | 240   |
| Médaille d'argent  | Pimsiri Sirikaew (THA)   | A      | 57.40 | 98           | 100          | 102          | 102          | 128              | 130              | -                | 130              | 232   |
| Médaille de bronze | Kuo Hsing-chun (TPE)     | A      | 57.86 | 102          | 105          | 105          | 102          | 129              | 129              | 139              | 129              | 231   |
| 4                  | Alexandra Escobar (ECU)  | A      | 57.23 | 97           | 100          | 102          | 100          | 118              | 121              | 123              | 123              | 223   |
| 5                  | Mikiko Ando (JPN)        | A      | 57.56 | 90           | 93           | 94           | 94           | 120              | 124              | 126              | 124              | 218   |
| 6                  | Yuderqui Contreras (DOM) | A      | 57.58 | 96           | 100          | 102          | 100          | 117              | 121              | 122              | 117              | 217   |
| 7                  | Lina Rivas (COL)         | A      | 57.92 | 96           | 100          | 100          | 96           | 116              | 120              | 122              | 120              | 216   |
| 8                  | Mónica Domínguez (MEX)   | A      | 57.47 | 91           | 94           | 96           | 96           | 115              | 118              | 118              | 115              | 211   |
| 9                  | Yusleidy Figueroa (VEN)  | A      | 57.71 | 85           | 89           | 89           | 85           | 110              | 116              | -                | 116              | 201   |
| 10                 | Sabine Kusterer (GER)    | B      | 57.70 | 87           | 89           | 90           | 90           | 108              | 110              | 110              | 110              | 200   |
| 11                 | Mathlynn Sasser (MHL)    | B      | 56.80 | 82           | 84           | 87           | 87           | 110              | 112              | 112              | 112              | 199   |
| 12                 | Angelica Roos (SWE)      | B      | 57.90 | 84           | 87           | 87           | 84           | 107              | 110              | 112              | 110              | 194   |
| 13                 | Veronika Ivasyuk (UKR)   | B      | 57.10 | 87           | 87           | 90           | 90           | 98               | 103              | 107              | 103              | 193   |
| 14                 | Tia-Clair Toomey (AUS)   | B      | 57.70 | 78           | 82           | 82           | 82           | 103              | 107              | 112              | 107              | 189   |
| 15                 | Jenly Wini (SOL)         | B      | 57.50 | 80           | 84           | 87           | 84           | 100              | 104              | 109              | 104              | 188   |
| 16                 | Aisha Al-Balushi (UAE)   | B      | 57.00 | 60           | 70           | 72           | 72           | 86               | 90               | 94               | 90               | 162   |

## Nouveau record
| Arraché | 110 kg | Sukanya Srisurat (THA) | RO |